# Pipistrellus angulatus
Pipistrellus angulatus é uma espécie de morcego da família Vespertilionidae. Pode ser encontrada na Indonésia, Papua-Nova Guiné e Ilhas Salomão.